# Liste der Kulturdenkmäler in Trier
In der Liste der Kulturdenkmäler in Trier sind alle Kulturdenkmäler der rheinland-pfälzischen Stadt Trier aufgeführt. Grundlage ist die Denkmalliste des Landes Rheinland-Pfalz (Stand: 8. Januar 2024).
Die Liste ist nach Ortsbezirken sortiert.

## Teillisten
- Liste der Kulturdenkmäler in Trier-Biewer
- Liste der Kulturdenkmäler in Trier-Ehrang/Quint
- Liste der Kulturdenkmäler in Trier-Euren
- Liste der Kulturdenkmäler in Trier-Feyen/Weismark
- Liste der Kulturdenkmäler in Trier-Filsch
- Liste der Kulturdenkmäler in Trier-Heiligkreuz
- Liste der Kulturdenkmäler in Trier-Irsch
- Liste der Kulturdenkmäler in Trier-Kernscheid
- Liste der Kulturdenkmäler in Trier-Kürenz
- Liste der Kulturdenkmäler in Trier-Mariahof
- Liste der Kulturdenkmäler in Trier-Mitte/Gartenfeld
- Liste der Kulturdenkmäler in Trier-Nord
- Liste der Kulturdenkmäler in Trier-Olewig
- Liste der Kulturdenkmäler in Trier-Pfalzel
- Liste der Kulturdenkmäler in Trier-Ruwer/Eitelsbach
- Liste der Kulturdenkmäler in Trier-Süd
- Liste der Kulturdenkmäler in Trier-Tarforst
- Liste der Kulturdenkmäler in Trier-West/Pallien
- Liste der Kulturdenkmäler in Trier-Zewen